# Tõnis Braks
Tõnis Braks (Pseudonyme Heini, Aruvälja Andres u. a.; * 7. Augustjul. / 19. August 1885greg. in Parivere; † 20. Oktober 1966 in Tallinn) war ein estnischer Journalist, Dramatiker und Kinderbuchautor.

## Leben
Braks besuchte von 1895 bis 1898 eine Schule in der Gemeinde Lihula und schlug sich danach als Landarbeiter durch. Seit 1906 schickte er Beiträge an Zeitungen, die auch alsbald veröffentlicht wurden. In den Jahren 1912 bis 1920 war er Arbeiter in verschiedenen Tallinner Fabriken, parallel dazu aber auch Mitarbeiter bei diversen Zeitungen. Im selbstständig gewordenen Estland war er vornehmlich von 1922 bis 1940 bei der Tageszeitung Päevaleht, arbeitete jedoch nach wie vor auch für andere Blätter. Nach dem Zweiten Weltkrieg war er Repressalien ausgesetzt und von 1951 bis 1954 inhaftiert.

## Werk
Braks erlangte Bekanntheit vor allem durch seine zahlreichen Feuilletons in den Tageszeitungen. Ab 1930 verfasste er Schauspiele, die teilweise historische Ereignisse wie die Revolution von 1905 oder die Deutsche Besatzung in Estland 1918 behandelten. Seine Komödien wurden erfolgreich aufgeführt, insgesamt wird seinen Stücken eine volksnahe Sprache bestätigt, wohingegen sie von Handlung und Idee her schwach seien.
Als Autor von Erzählungen für Kinder, die meist in Zeitschriften erschienen, war er ebenfalls sehr produktiv. Er wurde wegen seiner realistischen Milieubeschreibungen gelobt und mit Richard Janno verglichen.

## Bibliografie

### Schauspiele
- Okupatsioon ('Okkupation'). Tallinn: Eesti Haridusliit 1930. 54 S.
- Tantsuprofessor ('Der Tanzprofessor'). Tallinn: Autorikaitse Ühingu kirjastus 1935. 53 S.
- Kotkamäe kangelased ('Die Helden von Kotkamäe'). Tallinn: Eesti Haridusliit 1935. 39 S.
- Võsavennad ('Die Waldbrüder'). Tallinn: Autorikaitse Ühingu kirjastus 1936. 86 S.
- Punased pilved ('Rote Wolken'). Tallinn: Autorikaitse Ühingu kirjastus 1937. 91 S.
- Kõrgem seisus ('Der höhere Stand'). Tallinn: Autorikaitse Ühingu kirjastus 1937. 48 S.
- Lootuste laev ('Das Schiff der Hoffnungen'). Tallinn: Autorikaitse Ühingu kirjastus 1938. 94 S.
- Aruvälja kosjanaljad ('Aruväljas Freierscherze'). Tallinn: Autorikaitse Ühingu kirjastus 1939. 17 S.
- Aruvälja talus ('Auf dem Hof von Aruvälja'). Tallinn: Tarvik 1940. 63 S.
- Mustad varjud ('Schwarze Schatten'). Tallinn: Rahvaloomingu Keskmaja1945. 34 S.
- Metsakollild ('Die Waldgeister'). Tallinn: Ilukirjandus ja Kunst 1947. 56 S.

### Kinder- und Jugendliteratur
- Saladuste saar ('Die Insel der Geheimnisse'). Tallinn: Eesti Haridusliit 1934. 47 S.
- Võitlusvennad ('Kampfesbrüder'). Tallinn: Ilukirjandus ja Kunst 1946. 80 S.
- Punaoja poisid ('Die Jungs aus Punaoja'). Tallinn: Ilukirjandus ja Kunst 1947. 104 S.